# 森田祐理子
森田 祐理子（もりた ゆりこ、1974年3月25日 - ）は、元山口放送の女性アナウンサー。
大阪府大阪市出身。関西学院大学卒業。1998年山口放送に入社。退社してカナダのバンフに移住後、数年を経て帰国。

## 過去の主な担当番組
- KRYわくわくワイド“ひるらじ”（ラジオ）
- 月曜電リクJam Jam Jam（ラジオ）